# 카롤리나 모라체
카롤리나 모라체(이탈리아어: Carolina Morace, 1964년 2월 5일 ~ )는 이탈리아의 전직 여자 축구 선수이자 여자 축구 감독이다. 선수 시절 포지션은 공격수였다.

## 클럽 경력
9세 시절부터 축구를 시작했으며 1978년부터 1998년까지 세리에 A 펨미닐레에 소속되어 있던 10개 여자 축구 클럽에서 활동했다. 현역 시절에는 소속 팀의 세리에 A 펨미닐레 12회 우승, 여자 코파 이탈리아나 2회 우승, 여자 수페르코파 이탈리아나 1회 우승을 견인했고 1987-88 시즌부터 1997-98 시즌까지 11회 연속 세리에 A 우승을 기록하는 영예를 안았다. 세리에 A 펨미닐레에서는 500골 이상을 기록했고 14회에 걸쳐 세리에 A 펨미닐레 시즌 득점왕을 수상하는 영예를 안았다.

## 국가대표 경력
13세 시절이던 1978년 11월 1일에 열린 유고슬라비아와의 친선 경기에 처음 출전하면서 이탈리아 여자 축구 국가대표팀 선수로 데뷔했으며 14세 시절이던 1979년 4월 28일에 열린 스위스와의 친선 경기에서 자신의 국가대표팀 첫 골을 기록하여 이탈리아의 5-1 승리에 기여했다. 1997년까지 이탈리아 여자 축구 국가대표팀 선수로 활동하던 동안에 153경기에 출전하여 105골을 기록했다.
7차례의 UEFA 유럽 여자 축구 선수권 대회(1984년, 1987년, 1989년, 1991년, 1993년, 1995년, 1997년)와 1차례의 FIFA 여자 월드컵(1991년)에 참가했으며 UEFA 여자 유로 1993, UEFA 여자 유로 1997에서 이탈리아의 준우승에 기여했다.
중국에서 개최된 1991년 FIFA 여자 월드컵에서는 중화 타이베이와의 조별 예선 경기에 출전하여 FIFA 여자 월드컵 역사상 최초의 해트트릭 기록을 수립하는 한편 이탈리아의 5-0 승리에 기여했다. 노르웨이와 스웨덴에서 공동 개최된 UEFA 여자 유로 1997에서는 대회 득점왕, 대회 최우수 선수로 선정되는 영예를 안았다.

## 감독 경력
1991년에 이탈리아 축구 연맹으로부터 코치 자격증을 받았으며 1996년에는 법학 과정을 졸업하고 로마에서 법률사무소를 개업했다. 1999년에는 이탈리아 세리에 C1에 소속되어 있던 남자 프로 축구 클럽인 비테르베세의 역사상 첫 여성 축구 감독으로 임명되었지만 언론의 거센 압박을 받으면서 2경기 만에 사임했다.
2000년부터 2005년까지 이탈리아 여자 축구 국가대표팀 감독을 역임했으나 이탈리아는 UEFA 여자 유로 2001, UEFA 여자 유로 2005에서 모두 조별 예선에서 탈락했다. 2009년 2월에 캐나다 여자 축구 국가대표팀 감독으로 임명된 이후에 캐나다의 2010년 CONCACAF 여자 골드컵, 2011년 키프로스컵 우승을 견인했다. 하지만 캐나다가 2011년 FIFA 여자 월드컵 조별 예선에서 3패를 기록하면서 탈락하자 2011년 7월에 감독직에서 물러났다.
2014년에는 이탈리아 축구 연맹으로부터 여성으로는 최초로 이탈리아 축구 명예의 전당에 등극했다. 2015년 9월에는 오스트레일리아 웨스턴오스트레일리아주의 남자 세미 프로 축구 클럽인 플로리스트 아테나 FC의 테크니컬 디렉터로 임명되었다. 2016년부터 2017년까지 트리니다드 토바고 여자 축구 국가대표팀 감독을 역임했고 2018년부터 2019년까지 AC 밀란 위민의 감독을 역임했다.

## 수상

### 클럽
트라니
- 세리에 A 펨미닐레 2회 우승 (1984, 1985-86)

라치오
- 세리에 A 펨미닐레 2회 우승 (1986-87, 1987-88)
- 여자 코파 이탈리아나 2회 우승 (1985, 1986-87)

레자나
- 세리에 A 펨미닐레 2회 우승 (1989-90, 1990-91)

ACF 밀란
- 세리에 A 펨미닐레 1회 우승 (1991-92)

토레스
- 세리에 A 펨미닐레 1회 우승 (1993-94)

알리아나
- 세리에 A 펨미닐레 1회 우승 (1994-95)

베로나
- 세리에 A 펨미닐레 1회 우승 (1995-96)

모데나
- 세리에 A 펨미닐레 2회 우승 (1996-97, 1997-98)
- 여자 수페르코파 이탈리아나 1회 우승 (!997)

### 개인
- 세리에 A 펨미닐레 득점왕 14회 수상 (1984-85, 1987-88, 1988-89, 1989-90, 1990-91, 1991-92, 1992-93, 1993-94, 1994-95, 1995-96, 1996-97, 1997-98)
- UEFA 여자 유로 1997 최우수 선수 선정
- UEFA 여자 유로 1997 득점왕 수상
- 2014년 이탈리아 축구 명예의 전당 등록